# مرصد حائل
المرصد الحضري لمدينة حائل ويعرف اختصارًا بـمرصد حائل الحضري هو مركز مخصص لجمع البيانات الإحصائية لإعداد سياسات التنمية الحضرية والاجتماعية والاقتصادية والعمرانية والبيئية ومتابعتها وتقييمها وإنتاج مؤشرات دقيقة تسهم في اتخاذ القرارات والسياسات لمدينة حائل بالمملكة العربية السعودية.

## التاريخ ومراحل التطور
خلال أبريل عام 2013 بدأت الهيئة العليا لتطوير منطقة حائل بالإعداد لإنشاء مرصد حضري محلي لمدينة حائل، وفي 24 أبريل 2013 عقدت أول ورشة تعريفية لمشروع الهيئة العليا لتطوير منطقة حائل لإنشاء وتشغيل المرصد الحضري المحلي لمدينة حائل، بحضور نائب رئيس الهيئة العليا،
- في 18 أكتوبر 2017 عقد الاجتماع الأول لمجلس المرصد الحضري لحائل برئاسة أمير المنطقة عبد العزيز بن سعد بن عبد العزيز.[11][12]

- في 06 فبراير 2018 قال رئيس اللجنة التنفيذية للمرصد الحضري لمدينة حائل الأمير عبد الله بن خالد بن عبد الله أن المرصد قد أنجز مؤشراته الأولية.[13]

- في 10 مايو 2018 عرض مرصد حائل عدة منتجات ونتائج ومؤشرات على فرع الخطوط السعودية بمنطقة حائل.[14]

- في 10 يوليو 2019 أعلن أمير المنطقة عبد العزيز بن سعد بن عبد العزيز عن تدشين المرصد بمركز المعلومات الوطني.[15]

## الإدارة
يتولى إدارة المرصد (رئيس مجلس المرصد الحضري لمدينة حائل) أمير منطقة حائل عبد العزيز بن سعد بن عبد العزيز.
رئيس اللجنة التنفيذية للمرصد الحضري لمدينة حائل هو الأمير عبد الله بن خالد بن عبد الله.
مدير وحدة المرصد الحضري بأمانة منطقة حائل هو المهندس ماجد بن سعد برقاوي.